# Michelle O’Bonsawin
Michelle O'Bonsawin (Valley East) é uma juíza canadense que atua no Tribunal Superior de Ontário, desde 2017. Em 19 de agosto de 2022, o primeiro-ministro Justin Trudeau a nomeou para a Suprema Corte do Canadá para substituir o juiz aposentado Michael Moldaver. Será a primeira indígena canadense a sentar-se na mais alta corte do país.

## Anos iniciais e vida pessoal
Michelle O'Bonsawin nasceu em Valley East, uma comunidade franco-ontariana perto de Sudbury. Se identifica como franco-ontária bilíngue e membra abenaki da Primeira Nação Odanak, em Quebec.
É franco-ontária e fluentemente bilíngue, e, em maio de 2022, estava tendo aulas no idioma abenaki. Tem dois filhos.

## Início da carreira jurídica
Começou sua carreira jurídica trabalhando para os serviços jurídicos da Real Polícia Montada do Canadá. Trabalhou como consultora interna no Serviço Postal Canadense (Canada Post) por nove anos antes de ingressar no Royal Ottawa Health Care Group, em 2009, onde trabalhou como consultora geral e estabeleceu o departamento de serviços jurídicos. Também atuou como advogada da organização em casos de saúde mental perante o Tribunal Superior de Ontário e o Tribunal de Apelação de Ontário, bem como em tribunais como o Conselho de Consentimento e Capacidade de Ontário (Ontario's Consent and Capacity Board) e o Conselho de Revisão de Ontário (Ontario Review Board).
Enquanto trabalhava, também estudou para obter um mestrado em direito pela Osgoode Hall Law School. Sua prática se concentrou em saúde mental, trabalho e emprego, direitos humanos e privacidade. Também ministrou um curso sobre povos indígenas e direito na Faculdade de Direito da Universidade de Ottawa.

### Tribunal Superior de Ontário
Em 2017, foi a primeira canadense indígena a ser nomeada para o Tribunal Superior de Ontário, em Ottawa. Assumiu o cargo, em 18 de maio de 2017. Em sua candidatura para o cargo, descreveu sua filosofia jurídica como "progressista". Ao mesmo tempo, enquanto trabalhava como juíza, trabalhou para obter um doutorado em direito pela Universidade de Ottawa, e defendeu, com sucesso, sua tese sobre os "princípios de Gladue", em fevereiro de 2022.
No verão de 2021, copresidiu uma conferência organizada por uma associação de juízes francófonos, em Ontário.
Em 2021, foi considerada uma possível candidata para suceder a juíza aposentada Rosalie Abella, da Suprema Corte por Ontário. Em 2022, foi considerada uma possível candidata para substituir o juiz, também de Ontário, da Suprema Corte do Canadá, Michael Moldaver.

## Suprema Corte do Canadá
Em 19 de agosto de 2022, o primeiro-ministro Justin Trudeau a nomeou para a Suprema Corte do Canadá para substituir o juiz aposentado Michael Moldaver. Será a primeira indígena canadense a sentar-se na mais alta corte do país.
| “                                                                               | Tenho o prazer de anunciar a nomeação da juíza Michelle O'Bonsawin para a Suprema Corte do Canadá, reconhecida mundialmente por sua força, excelência e independência. Sua indicação é resultado de um processo de seleção aberto e apartidário. Estou confiante de que a juíza O'Bonsawin trará conhecimento e contribuições inestimáveis ao mais alto tribunal de nosso país. | ” |
| — Primeiro-ministro Justin Trudeau, no comunicado oficial da nomeação da juíza, | |   |

Em 24 de agosto, compareceu a uma reunião especial do Comitê Permanente de Justiça e Direitos Humanos para responder a perguntas de parlamentares da Câmara dos Comuns e do Senado. Em 26 de agosto de 2022, o gabinete do primeiro-ministro anunciou que sua nomeação foi formalmente confirmada e que ela ingressaria na Suprema Corte em 1 de setembro de 2022, mesmo dia em que Michael Moldaver iria se aposentar.
Em 28 de novembro de 2022, foi realizada a cerimônia de boas-vindas para a juíza na Suprema Corte do Canadá.